# بنجامين فرانكلين بوش
بنجامين فرانكلين بوش (بالإنجليزية: Benjamin Franklin Bush)‏ هو عالم نبات أمريكي، ولد في 21 ديسمبر 1858 في كولومبوس في الولايات المتحدة، وتوفي في 14 فبراير 1937 في إنديبندنس في الولايات المتحدة.